# Марко Кольтелліні
Марко Кольтелліні (24 травня 1724, Монтепульчано — листопад 1777, Санкт-Петербург) — італійський оперний тенор, лібретист і друкар.

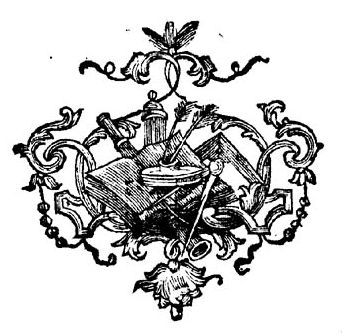
Знак Кольтелліні (BEIC)

## Життєпис
Кольтелліні розпочав кар'єру в Церкві, але був змушений піти після народження чотирьох дочок. Він заснував друкарню в Ліворно для публікації творів діячів епохи Просвітництва, таких як Франческо Альгаротті та Чезаре Беккаріа. Кольтелліні дуже цікавився оперою та познайомився з Метастазіо (провідним лібретистом опер-серій), а також з Крістофом Віллібальдом Глюком, Раньєрі де Кальцабігі та Джакомо Дураццо, які брали участь у реформі італійської опери.
У 1763 році Кольтелліні змінив Метастазіо на посаді імператорського поета при дворі Відня. Він написав лібрето для Глюка, Хассе («Пірам і Тізбе») та Сальєрі, а також переробив «La finta semplice» Карло Гольдоні, щоб її можна було покласти на Моцарта. Його співпраця з Траеттою, «Іфігенія в Авліді» (1763), розвинула оперні новаторства «Орфея та Еврідіки» Глюка. У 1768 році він написав лібрето до опери Джузеппе Скарлатті «Голубка, кохання та гелозія», прем'єра якої відбулася в нещодавно відремонтованому театрі замку Чеський Крумлов на весіллі Johann Nepomuk Anton, старшого сина принца Йосифа I Адама Шварценберзького, в якій сам Кольтелліні виконав партію Патріціо, одного з персонажів опери.
Кольтелліні був звільнений з посади в 1772 році після того, як одна з його сатир розгнівала імператрицю Марію Терезію, і він прийняв посаду офіційного лібретиста Імператорського театру в Санкт-Петербурзі, Росія. Тут він написав тексти для Джованні Паїзіелло та Траетти («Антігона»). Він знову потрапив у опалу, і поширювалися чутки, що його раптова смерть сталася внаслідок отруєння.